# Partido de los Trabajadores Alemanes por la Libertad
El Freiheitliche Deutsche Arbeiterpartei (traducible al español como Partido Obrero Alemán de la Libertad o Partido de los Trabajadores Libres Alemanes, FAP) fue un partido político de ideología neonazi existente en Alemania. Fue declarado ilegal por el Ministerio Federal del Interior de ese país en 1995.

## Historia
El FAP fue fundado en 1979, pero fue insignificante hasta la ilegalización del Frente de Acción de los Nacionalsocialistas/Activistas Nacionales en 1983. En ese momento, Michael Kühnen (líder del FAP) alentó a los miembros del desaparecido partido a unirse al FAP.
El FAP fue un partido minoritario (contaba con alrededor de 500 miembros en 1987), pero experimentó una especie de crecimiento después de la reunificación alemana y buscó, sin éxito, una alianza con el NPD. Participó en las elecciones federales de 1987 y en las elecciones europeas de 1989, aunque en ambos casos obtuvo un apoyo insignificante.
Asociado con el strasserismo, el FAP logró en su momento ganar algo de apoyo, pero su fama se vino abajo tras hacerse pública la homosexualidad de Kühnen. Esto desencadenó que la colectividad adquiriera una postura contraria a su líder.
El FAP continuó bajo el liderazgo de Friedhelm Busse a partir de 1989, pero perdió un gran número de miembros, los cuales eran en su mayoría leales a Kühnen.
El 24 de febrero de 1995, el Ministerio Federal del Interior prohibió el FAP. El ministerio dictaminó que no era un partido político sino una organización cuyo objetivo era el derrocamiento del sistema democrático alemán.